# 36 Crazyfists
36 Crazyfists – amerykański zespół wykonujący metalcore założony w 1994 roku. Jego nazwa pochodzi od tytułu jednego z filmów z Jackie Chanem. Muzycy pochodzą z Anchorage w stanie Alaska.

## Historia
Zespół został założony w grudniu 1994 w Anchorage na Alasce. Pierwotny skład zespołu stanowili, wokalista Brock Lindow, gitarzysta Ryan Brownell, basista JD Stuart i perkusista Thomas Noonan. Przed nagraniem pierwszego albumu wydali dwa minialbumy.
W 1996 basista JD Stuart zginął w wypadku samochodowym. Po tym wydarzeniu zespół przeniósł się do Portland. Tam na jednym z koncertów zauważyli ich członkowie zespołu Skinlab, którzy zaoferowali pomoc w nagraniu demo. Trafiła ona do wytwórni Roadrunner Records. W 1995 roku wydali swoją pierwszą EPkę Boss Buckie.
Debiutancki album z 2002 nosił tytuł Bitterness The Star. Tytuł odnosił się do historii wschodzącej gwiazdy o imieniu Bitterness, która pewnego dnia postanowiła się otruć. Album spotkał się z dobrym przyjęciem, a grupa wyruszyła w trasę, podczas której supportowała takie zespoły min. Hatebreed.
Następnym krążkiem zespołu był A Snow Capped Romance, wydany w 2004. Muzyka na płycie była bardziej melodyjna i emocjonalna. Wykrzyczane partie mieszały się z uczuciowym śpiewem.
W 2006 została wydana płyta Rest Inside The Flames, zaś w 2008 kolejna The Tide And Its Takers. W 2010 premierę mieć będzie piąty pełny album studyjny grupy zatytułowany Collisions And Castaways

## Muzycy
Aktualny skład zespołu
- Brock Lindow – śpiew (od 1994)

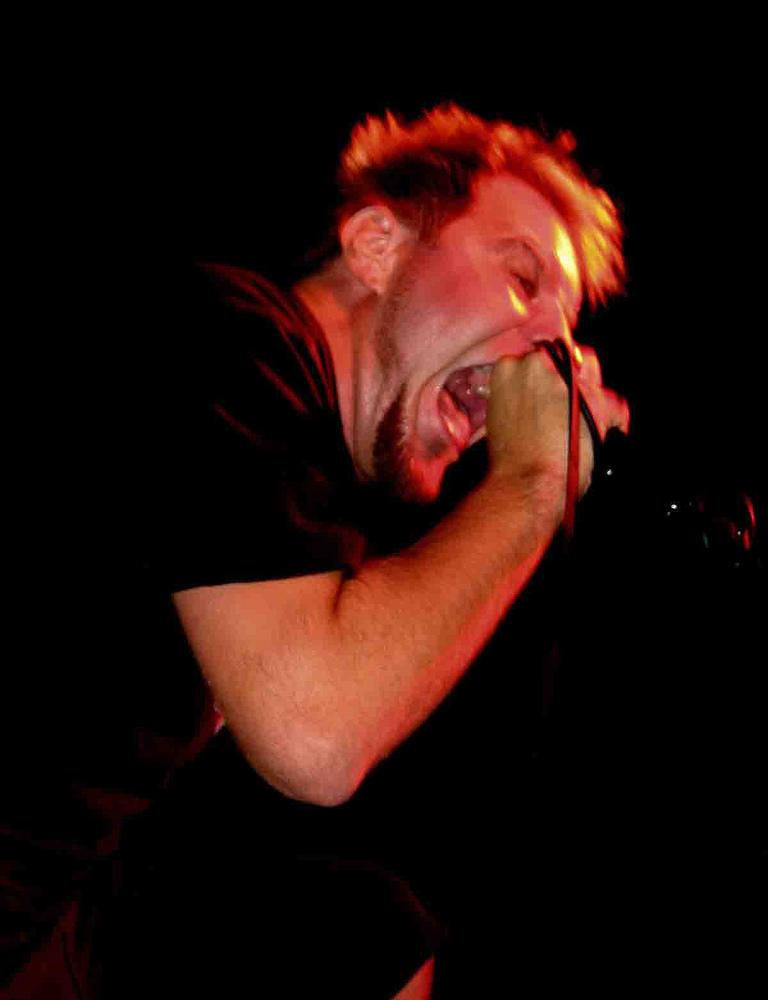
Wokalista Brock Lindow (2006)

- Steve Holt – gitara elektryczna, śpiew dodatkowy (od 1994)
- Mick Whitney – gitara basowa (1996–2008, od 2012)
- Kyle Baltus – perkusja (od 2012)

Byli członkowie
- JD Stuart – gitara basowa (1994–1996, zmarły)
- Ryan Brownell – gitara elektryczna (1994–1996)
- Thomas Noonan – perkusja (1994–2012)
- Brett „Buzzard” Makowski – gitara basowa (2008–2012)

## Dyskografia

### Niezależne wydawnictwa
- Boss Buckle EP (1995)
- Suffer Tree EP (1997)
- In the Skin (1997)
- Demo ’99 (1999)
- The Oculus EP (2008)

### Albumy studyjne
| Data wydania                     | Tytuł                    | Wytwórnia                            |
| 4 kwietnia 2002                  | Bitterness the Star      | Roadrunner Records                   |
| 16 marca 2004                    | A Snow Capped Romance    | Roadrunner Records                   |
| 12 czerwca 2006 7 listopada 2006 | Rest Inside The Flames   | Roadrunner Records DRT Entertainment |
| 27 maja 2008                     | The Tide And Its Takers  | Ferret Music                         |
| 27 lipca 2010                    | Collisions And Castaways | Ferret Music                         |
| 2015                             | Time and Trauma          | Spinefarm Records                    |

### Inne wydawnictwa
- 2003 – „At the End of August” – w MTV2 Headbangers Ball
- 2004 – „Beauty Through the Eyes of a Predator” – Demon Hunter i Brock Lindow na ich trzecim albumie - Summer of Darkness
- 2004 – „Bloodwork” – w Resident Evil: Apocalypse Soundtrack
- 2004 – „Workhorse” (cover Cast Iron Hike) – w Jäger Music Rarities Promotional Giveaway
- 2005 – „Destroy the Map” – wydany w czasie ich trasy koncertowej w Wielkiej Brytanii i Europie w 2005 roku. Zawiera też covery „Workhorse” i „Sad Lisa”.
- 2006 – „I'll Go Until My Heart Stops” – w MTV2 Headbangers Ball: The Revenge
- 2006 – „Digging the Grave” (cover Faith No More) – w Kerrang! High Voltage
- 2008 – „Oculus EP (wydany 4/19/08)

## Wideografia
- Underneath A Northern Sky (2009)

## Teledyski
- „Slit Wrist Theory” (2002)
- „At the End of August” (2004)
- „Bloodwork” (2004, reżyseria: Dale Resteghini)[3]
- „I'll Go Until My Heart Stops” (2006, reżyseria: Darren Doane)
- „We Gave It Hell” (2008, reżyseria: XD2X)[4]
- „Reviver” (2011)[5]